# 스토야
스토야(Stoya, 1986년 6월 15일 ~ )는 미국의 포르노그래피 배우이다. 미국 노스캐롤라이나주에서 태어났으며 스코틀랜드계 어머니와 세르비아계 아버지를 두고 있다. 유년기부터 댄스를 배웠고 댄서가 되기를 원했다. 그리고 16세가 되기 전 홈스쿨링을 통하여 고등학교 졸업장을 받아 냈다. 델라웨어 대학교에서 예술디자인학을 전공하였으나 교수와의 충돌로 자퇴하였다.
필라델피아로 거주지를 옮긴 후 비서가 되어 일 했고 몇 개의 뮤직비디오에도 출연하게 된다. 후에도 모델로서의 경력을 쌓아가던 와중에 포르노 제작사인 디지털 플레이그라운드에서 계약 제의를 받게 되는데 스토야는 이것으로 고민하였지만 해당 회사 직원의 친절에 감동하여 계약에 서명했다고 전해진다. 결국 2010년까지의 독점 계약에 동의했다. 스토야라는 예명은 그녀의 할머니의 성(姓)에서 따온 것이라고 한다.
본인의 이름을 건 DVD를 수 차례 발매하며 여러 포르노 영화에도 출연, 포르노그래피 배우로써 충분한 경력을 쌓고 있다. 한때 마릴린 맨슨과 열애설에 있기도 하였으나 지금은 헤어진 상태다.

## 출연 작품
- A.I. 라이징 (2018)
- 히트 웨이브 (2011)